# Джавгатский сельсовет
 Джавгатский сельсовет — административно-территориальная единица и муниципальное образование со статусом сельского поселения в Кайтагском районе Дагестана Российской Федерации.
Административный центр — село Джавгат.

## Население
| 2002  | 2010  | 2012  | 2013  | 2014  | 2015  | 2016  |
| ----- | ----- | ----- | ----- | ----- | ----- | ----- |
| 2718  | ↗3150 | ↗3246 | ↗3362 | ↗3449 | ↗3523 | ↗3576 |
| 2017  | 2018  | 2019  | 2020  | 2021  | 2023  | 2024  |
| ↗3638 | ↗3713 | ↗3731 | ↗3798 | ↗3915 | ↗3971 | ↗4012 |
| 2025  |       |       |       |       |       |       |
| ↗4088 |       |       |       |       |       |       |

## Состав
| № | Населённый пункт | Тип населённого пункта       | Население |
| - | ---------------- | ---------------------------- | --------- |
| 1 | Джавгат          | село, административный центр | ↗2726     |
| 2 | Рука             | село                         | ↗1189     |